# جياني أنيللي
جياني أنيللي (بالإيطالية: Gianni Agnelli) رئيس نادي يوفنتوس السابق، وأحد أبرز رجال الأعمال في القرن العشرين، المنحدر من عائلة انيللي الإيطالية العريقة التي تمتلك شركات السيارات فيات وفيراري، كما تسيطر على 4 ٪ من الناتج المحلي الإجمالي .

## سيرته
ولد جياني أنيللي في منزل العائلة في فيلاربيروسا في تورينو، أبوه ادواردو أنيللي ينحدر من سلالة عائلة أنيللي العريقة، وجده جيوفاني أحد الأعضاء الثمانية الذين أسسوا شركة فيات الإيطالية لصناعة السيارات، وهي واحدة من أشهر شركات السيارات في العالم، حتى ارتبط الاسم أنيللي باسم الفيات والعكس.
درس جياني القانون والمحاماة في جامعة تورينو، ولهذا لقّب بالأفوكاتو ( رغم انه لم يتدرب بعد التخرج ولم يمارس المحاماة ) وانضم لصفوف الجيش الإيطالي في الحرب العالمية الثانية وقاتل في الحرب وأصيب مرتين ، و استلم رئاسة شركة فيات في العام 1966 بعدما كان نائب الرئيس في العام 1943 ومدير إداري في العام 1963(استمرت رئاسته للشركة حتى العام 1996) وافتتح أفرع كثيرة للشركة امتدت من روسيا حتى الولايات المتحدة.
في عصر جياني تطورت الشركة كثيرا ووصلت حدا أصبحت معه من أبرز الأسماء في عالم السيارات والاقتصاد والأموال، حتى رأى فيه بعض الإيطاليين ” سفيراً لأيطاليا” لذكائه اللامحدود وأسلوبه وعلاقاته الكبيرة والممتدة مع الجميع من اقتصاديين وسياسيين ورياضيين، كان مشاركا في الكثير من الاستثمارات التجارية والاقتصادية، وامتدت شركاته شرقا وغربا.

### السيدة العجوز
استلم جياني رئاسة اليوفي من 1947 حتى 1953 قبل أن يصبح الرئيس الفخري للنادي بعد ذلك. وحسب موقع يوفنتوس (كان نادي يوفنتوس هو الجزء الأكبر من حياة الأفوكاتو والديلي البي هو المكان الأكثر روعة بالنسبة له، وكان ذلك يدر عليه الكثير من المكاسب، لذلك صرف وأنفق على النادي الكثير من الأموال الطائلة لأن الأهم بالنسبة له أن يبقى اليوفنتوس في القمة).

## من أقواله
- عندما أرى الألوان البيضاء والسوداء يعتريني وقع خاص
- تعتريني عاطفة كبيرة عندما أرى الحرف J
- مارتشيلو ليبي هو المنتج الأفخر لفياريجيو بعد ستيفانيا ساندريللي
- جدي جيوفاني هو والدي نظرا لأني لم أعش مع أبي إدواردو كثيرا
- باولو روسي أكبر سارق أهداف رأيته في حياتي

## روابط خارجية
- جياني أنيللي على موقع الموسوعة البريطانية (الإنجليزية)
- جياني أنيللي على موقع مونزينجر (الألمانية)
- جياني أنيللي على موقع إن إن دي بي (الإنجليزية)
- جياني أنيللي على موقع أوليمبيديا (الإنجليزية)